# تاكاأو ياماأتشي
تاكاأُو ياماأُتشي (باليابانية: 山内 貴雄) (4 سبتمبر 1978 في هيوغو في اليابان – )؛ هو لاعب كرة قدم ياباني سابق كان يلعب كمدافع.

## وصلات خارجية
- تاكاأو ياماأتشي على موقع رابطة كرة القدم اليابانية للمحترفين (اليابانية)
- تاكاأو ياماأتشي على موقع عالم كرة القدم.نت (الإنجليزية)